# ECTI
L'association ECTI  (Entreprises-Collectivités territoriales-Insertion), créée en 1974, est la plus ancienne des associations françaises de seniors experts bénévoles intervenant en entreprises et collectivités.

## Historique
Son signe signifiait à l'origine : Échanges et Consultations Techniques Internationales, l'association a été créée en 1974. Cette association sans but lucratif et reconnue d'utilité publique intervient dans le domaine du développement économique et social, principalement par conventions de conseil bénévole en expertise d'assistance à Maitrise d'Ouvrage, sur tout le territoire national, et également lors de missions à l'étranger.
Elle a son siège social 78 rue Championnet à Paris 18e arrondissement.
L’association reconnue d'utilité publique bénéficie du soutien de partenaires.

## Organisation et fonctionnement interne
Son fonctionnement est organisé autour d'un maillage aux échelles régionale, puis départementale, un délégué bénévole fédérant et animant chaque groupe local. Une direction parisienne de six salariés regroupe les besoins de missions à destinations des pays étrangers, essentiellement africains.

## Domaines d'intervention
En accord avec la signification de son sigle, ECTI intervient principalement dans quatre domaines, dans le respect d'une éthique d'utilité sociale et de non-concurrence au secteur marchand concurrentiel :
- Entreprises
- Enseignement
- Collectivités territoriales
- Insertion

Elle peut aussi proposer ses services aux associations locales.

### Couverture géographique
Outre les interventions sur le territoire national, des groupes géographiques basés au siège parisien pilotent des missions de conseil à l'étranger.